# Pitireu
Pitireu (en grec antic Πιτυρεύς), va ser, segons la mitologia grega, un rei d'Epidaure, al Peloponès, descendent d'Ió.
Quan els heràclides van conquerir el Peloponès i es van repartir el territori, Deifontes va esdevenir rei d'Argos per haver-se casat amb Hirneto, una filla de Temen. Quan Deifontes va ser desterrat, Pitireu li va cedir el seu regne sense lluita, i se n'anà a Atenes amb la seva gent. Un fill seu, Procles, va conduir una colònia jònica d'Epidaure a Samos.